# Championnat de France féminin de football 2003-2004
Navigation
Édition précédente Édition suivante
La Division 1 2003-2004  est la 30e édition du championnat de France féminin de football. Le premier niveau national du championnat féminin oppose douze clubs français en une série de vingt-deux rencontres jouées durant la saison de football. En fin de saison, les quatre meilleures équipes s'affrontent lors d'un tournoi final, où chaque équipe affronte une seule fois les trois autres. La compétition débute le 12 octobre 2003 et s'achève le 20 juin 2004. La première place du tournoi final est qualificative pour la Coupe féminine de l'UEFA alors que les deux dernières places du championnat sont synonymes de relégation en Division 2.
Lors de l'exercice précédent, le FCF Hénin-Beaumont et l'US Compiègne ont gagné le droit d'évoluer dans cette compétition après avoir respectivement fini premier et deuxième du tournoi final de Division 2.
Le FCF Juvisy, champion en 2003, est quant à lui, le représentant français à la Coupe féminine de l'UEFA 2003-2004.
À l'issue de la saison, le Montpellier HSC décroche le premier titre de champion de France de son histoire en ayant pourtant terminé deuxième de la phase régulière assez nettement derrière le Toulouse FC. Dans le bas du classement, l'US Compiègne et l'ESOFV La Roche-sur-Yon sont relégués après respectivement une et neuf saisons au plus haut niveau.
| \| FC Lyon Paris SG Montpellier HSC FCF Juvisy FCF Hénin-Beaumont Toulouse FC ASJ Soyaux I CNFE Clairefontaine 0Saint-Memmie Olympique Stade briochin ESOFV La Roche-sur-Yon US Compiègne \| Localisation des clubs engagés dans le championnat. |
| FC Lyon Paris SG Montpellier HSC FCF Juvisy FCF Hénin-Beaumont Toulouse FC ASJ Soyaux I CNFE Clairefontaine 0Saint-Memmie Olympique Stade briochin ESOFV La Roche-sur-Yon US Compiègne                                                           |

## Participants
Ce tableau présente les douze équipes qualifiées pour disputer le championnat 2003-2004. On y trouve le nom des clubs, la date de création du club, l'année de la dernière montée au sein de l'élite, leur classement de la saison précédente, le nom des stades ainsi que la capacité de ces derniers.
Légende des couleurs
- Qualifié pour le premier tour de la Coupe féminine de l'UEFA 2003-2004.
- Promu de Division 2.

| Nom du club            | Date de création | Dernière montée | Classement 2002-2003 | Stade                  | Capacité | Victoires en championnat |
| ---------------------- | ---------------- | --------------- | -------------------- | ---------------------- | -------- | ------------------------ |
| FCF Juvisy             | 1971             | 1986            | 1                    | Stade Georges Maquin   | 2 000    | 5                        |
| FC Lyon                | 1970             | 1978            | 2                    | Plaine de Gerland      | 2 200    | 4                        |
| Montpellier HSC        | -                | 1997            | 3                    | Stade Joseph Blanc     | 1 000    | /                        |
| Toulouse FC            | 1980             | 1994            | 4                    | Stade de la Ramée      | 3 000    | 4                        |
| CNFE Clairefontaine    | 1988             | 2002            | 5                    | Stade Pierre-Pibarot   | -        | /                        |
| ASJ Soyaux             | 1968             | -               | 6                    | Stade Léo Lagrange     | 4 800    | 1                        |
| Paris Saint-Germain    | 1971             | 2001            | 7                    | Stade Georges-Lefèvre  | 3 500    | /                        |
| Stade briochin         | 1973             | -               | 8                    | Stade Fred-Aubert      | 13 500   | 1                        |
| Saint-Memmie Olympique | -                | 1999            | 9                    | Stade Déborah Jeannet  | -        | /                        |
| ESOFV La Roche-sur-Yon | 1978             | 1996            | 10                   | Stade de Saint-André   | 1 800    | /                        |
| FCF Hénin-Beaumont     | 1972             | 2003            | D2                   | Stade Raymonde Delabre | 500      | /                        |
| US Compiègne           | 1988             | 2003            | D2                   | Stade de Mercières     | -        | /                        |

## Compétition

### Classement
Le classement est calculé avec le barème de points suivant : une victoire vaut quatre points, le match nul deux et la défaite un.
Critères de départage en cas d'égalité au classement :
1. classement aux points des matchs joués entre les clubs ex æquo ;
2. différence entre les buts marqués et les buts concédés par chacun d’eux au cours des matchs qui les ont opposés ;
3. différence entre les buts marqués et les buts concédés sur la totalité des matchs joués dans le championnat ;
4. plus grand nombre de buts marqués sur la totalité des matchs joués dans le championnat ;
5. en cas de nouvelle égalité, une rencontre supplémentaire aura lieu sur terrain neutre avec, éventuellement, l’épreuve des tirs au but.

| Rang | Équipe                 | Pts | J  | G  | N | P  | Bp | Bc | Diff |
| ---- | ---------------------- | --- | -- | -- | - | -- | -- | -- | ---- |
| 1    | Toulouse FC            | 77  | 22 | 17 | 4 | 1  | 58 | 12 | +46  |
| 2    | Montpellier HSC        | 69  | 22 | 14 | 5 | 3  | 55 | 13 | +42  |
| 3    | FC Lyon CF             | 68  | 22 | 14 | 4 | 4  | 52 | 25 | +27  |
| 4    | FCF Juvisy T           | 67  | 22 | 14 | 3 | 5  | 42 | 16 | +26  |
| 5    | CNFE Clairefontaine    | 63  | 22 | 12 | 5 | 5  | 35 | 11 | +24  |
| 6    | ASJ Soyaux             | 53  | 22 | 9  | 4 | 9  | 38 | 33 | +5   |
| 7    | FCF Hénin-Beaumont P   | 52  | 22 | 8  | 6 | 8  | 38 | 36 | +2   |
| 8    | Paris SG               | 44  | 22 | 5  | 7 | 10 | 22 | 36 | -14  |
| 9    | Stade briochin         | 40  | 22 | 5  | 3 | 14 | 26 | 59 | -33  |
| 10   | Saint-Memmie Olympique | 36  | 22 | 4  | 2 | 16 | 16 | 59 | -43  |
| 11   | ESOFV La Roche-sur-Yon | 33  | 22 | 2  | 5 | 15 | 8  | 50 | -42  |
| 12   | US Compiègne P         | 32  | 22 | 2  | 4 | 16 | 12 | 52 | -40  |

|  | Qualifié pour le tournoi final. |
|  | Relégué en Division 2. |
|  | T Tenant du titre. P Promu de Division 2. CF Vainqueur du Challenge de France 2003-2004. Pts points ; G victoires ; N match nuls ; P défaites Bp buts marqués ; Bc buts encaissés ; Diff différence de buts |

### Résultats
Source : Championnat de France de D1 2003-2004 - Calendrier, sur statsfootofeminin.fr
| Résultats (▼dom., ►ext.)                                   | Cla | Com | Hén | Juv | RsY  | Lyo | Mon | Par | Bri  | SMO | Soy | Tou |
| CNFE Clairefontaine                                        |     | 2-1 | 0-1 | 0-2 | 0-0  | 1-1 | 0-0 | 1-0 | 4-0  | 2-0 | 2-0 | 0-1 |
| US Compiègne                                               | 0-3 |     | 2-1 | 0-1 | 0-0  | 2-5 | 1-5 | 0-1 | 1-0  | 0-4 | 0-4 | 0-2 |
| FCF Hénin-Beaumont                                         | 0-0 | 1-1 |     | 0-2 | 3-0  | 2-2 | 0-3 | 1-1 | 1-4  | 8-1 | 3-2 | 0-2 |
| FCF Juvisy                                                 | 0-1 | 3-0 | 3-1 |     | 3-0  | 1-2 | 0-1 | 3-1 | 5-0  | 5-0 | 0-2 | 0-0 |
| ESOFV La Roche-sur-Yon                                     | 1-0 | 0-0 | 1-3 | 1-3 |      | 0-2 | 1-1 | 0-0 | 1-3  | 0-2 | 0-3 | 0-2 |
| FC Lyon                                                    | 0-2 | 2-0 | 1-1 | 1-2 | 4-0  |     | 0-1 | 3-2 | 4-1  | 5-0 | 4-2 | 4-4 |
| Montpellier HSC                                            | 0-0 | 3-0 | 3-0 | 1-0 | 10-0 | 2-0 |     | 1-1 | 10-0 | 3-0 | 1-3 | 0-1 |
| Paris SG                                                   | 0-2 | 2-1 | 2-5 | 0-1 | 2-0  | 0-1 | 2-2 |     | 0-0  | 2-0 | 2-1 | 1-4 |
| Stade briochin                                             | 1-5 | 2-1 | 1-2 | 2-3 | 1-0  | 1-3 | 0-1 | 2-2 |      | 1-2 | 4-2 | 0-4 |
| Saint-Memmie Olympique                                     | 0-3 | 2-2 | 0-3 | 0-2 | 0-2  | 1-4 | 2-4 | 1-0 | 1-1  |     | 0-4 | 0-5 |
| ASJ Soyaux                                                 | 0-6 | 3-0 | 2-2 | 1-1 | 5-1  | 0-2 | 0-2 | 1-1 | 2-1  | 1-0 |     | 0-0 |
| Toulouse FC                                                | 3-1 | 6-0 | 3-0 | 2-2 | 3-0  | 0-2 | 2-1 | 6-0 | 5-1  | 2-0 | 1-0 |     |
| - Victoire à domicile - Match nul - Victoire à l'extérieur |     |     |     |     |      |     |     |     |      |     |     |     |

### Tournoi final
Le tournoi final du championnat oppose les quatre meilleures équipes du championnat lors d'un mini-tournoi à quatre. Les équipes affrontent une seule fois leurs trois adversaires selon un calendrier tiré aléatoirement.
Le classement est calculé avec le barème de points suivant : une victoire vaut quatre points, le match nul deux et la défaite un. Un bonus de points a été attribué de manière dégressive (3 points ; 2 points ; 1 point) aux trois équipes ayant terminé première lors du championnat.
Critères de départage en cas d'égalité au classement :
1. classement aux points des matchs joués entre les clubs ex æquo ;
2. différence entre les buts marqués et les buts concédés par chacun d’eux au cours des matchs qui les ont opposés ;
3. différence entre les buts marqués et les buts concédés sur la totalité des matchs joués dans le championnat ;
4. plus grand nombre de buts marqués sur la totalité des matchs joués dans le championnat ;
5. en cas de nouvelle égalité, une rencontre supplémentaire aura lieu sur terrain neutre avec, éventuellement, l’épreuve des tirs au but.

Classement
| Rang | Équipe          | Pts | J | G | N | P | Bp | Bc | Diff |
| ---- | --------------- | --- | - | - | - | - | -- | -- | ---- |
| 1    | Montpellier HSC | 11  | 3 | 2 | 0 | 1 | 5  | 3  | +2   |
| 2    | FC Lyon CF      | 10  | 3 | 2 | 0 | 1 | 4  | 5  | -1   |
| 3    | FCF Juvisy T    | 9   | 3 | 2 | 0 | 1 | 8  | 4  | +4   |
| 4    | Toulouse FC     | 5   | 3 | 0 | 0 | 3 | 0  | 5  | -5   |

|  | Qualifié pour la Coupe UEFA 2003-2004 (Première phase de groupes). |
|  | T Tenant du titre. CF Vainqueur du Challenge de France 2004-2005. Pts points ; G victoires ; N match nuls ; P défaites Bp buts marqués ; Bc buts encaissés ; Diff différence de buts |

Résultats

## Bilan de la saison
| Championnat de France féminin de football 2003-2004 |                             |
| Champion                                            | Montpellier HSC (1er titre) |
| Dauphin                                             | FC Lyon                     |
| Coupes et trophées                                  |                             |
| Vainqueur Challenge de France 2003-2004             | FC Lyon                     |
| Qualifications continentales                        |                             |
| Coupe UEFA 2004-2005                                | Montpellier HSC             |
| Promotions et relégations                           |                             |
| Promus en Division 1                                | FCF Condéen                 |
| Promus en Division 1                                | FC Vendenheim               |
| Relégués en Division 2                              | US Compiègne                |
| Relégués en Division 2                              | ESOFV La Roche-sur-Yon      |

## Statistiques
Leader du classement de la saison régulière
Évolution du classement de la saison régulière
- Qualifié pour le tournoi final de Division 1
- Relégué en Division 2.

| Club                   | 1  | 2  | 3  | 4  | 5  | 6  | 7  | 8  | 9  | 10 | 11 | 12 | 13 | 14 | 15 | 16 | 17 | 18 | 19 | 20 | 21 | 22 |
| ---------------------- | -- | -- | -- | -- | -- | -- | -- | -- | -- | -- | -- | -- | -- | -- | -- | -- | -- | -- | -- | -- | -- | -- |
| FCF Juvisy             | 5  | 1  | 2  | 3  | 3  | 3  | 4  | 3  | 2  | 3  | 3  | 2  | 2  | 3  | 3  | 2  | 4  | 4  | 4  | 4  | 4  | 4  |
| FC Lyon                | 10 | 7  | 7  | 7  | 7  | 6  | 5  | 5  | 4  | 4  | 4  | 4  | 4  | 4  | 4  | 4  | 3  | 3  | 3  | 3  | 2  | 3  |
| Montpellier HSC        | 2  | 3  | 3  | 2  | 2  | 1  | 1  | 1  | 1  | 1  | 1  | 3  | 3  | 2  | 2  | 3  | 2  | 2  | 2  | 2  | 3  | 2  |
| Toulouse FC            | 4  | 2  | 1  | 1  | 1  | 2  | 2  | 2  | 3  | 2  | 2  | 1  | 1  | 1  | 1  | 1  | 1  | 1  | 1  | 1  | 1  | 1  |
| CNFE Clairefontaine    | 3  | 4  | 4  | 6  | 6  | 7  | 7  | 7  | 7  | 7  | 6  | 6  | 5  | 5  | 5  | 5  | 5  | 5  | 5  | 5  | 5  | 5  |
| ASJ Soyaux             | 1  | 5  | 5  | 5  | 5  | 4  | 3  | 4  | 6  | 6  | 7  | 7  | 6  | 7  | 7  | 7  | 6  | 7  | 7  | 7  | 7  | 6  |
| Paris SG               | 8  | 9  | 9  | 10 | 12 | 10 | 11 | 9  | 9  | 10 | 9  | 9  | 10 | 10 | 10 | 9  | 9  | 9  | 9  | 8  | 8  | 8  |
| Stade briochin         | 7  | 10 | 10 | 9  | 11 | 12 | 12 | 12 | 12 | 12 | 12 | 12 | 9  | 8  | 8  | 8  | 8  | 8  | 8  | 9  | 9  | 9  |
| Saint-Memmie Olympique | 6  | 8  | 8  | 8  | 8  | 9  | 10 | 11 | 11 | 9  | 10 | 10 | 11 | 11 | 12 | 12 | 11 | 11 | 10 | 10 | 10 | 10 |
| ESOFV La Roche-sur-Yon | 9  | 11 | 11 | 11 | 9  | 11 | 9  | 10 | 8  | 8  | 8  | 8  | 8  | 9  | 9  | 10 | 10 | 10 | 11 | 11 | 11 | 11 |
| FCF Hénin-Beaumont     | 11 | 6  | 6  | 4  | 4  | 5  | 6  | 6  | 5  | 5  | 5  | 5  | 7  | 6  | 6  | 6  | 7  | 6  | 6  | 6  | 6  | 7  |
| US Compiègne           | 12 | 12 | 12 | 12 | 10 | 8  | 8  | 8  | 10 | 11 | 11 | 11 | 12 | 12 | 11 | 11 | 12 | 12 | 12 | 12 | 12 | 12 |

Moyennes de buts marqués par journée de la phase régulière
Ce graphique représente le nombre de buts marqués lors de chaque journée. Il est également indiqué la moyenne totale sur la saison qui est de 18,3 buts/journée.
Classement des buteuses
| Cls | Joueuse              | Club                | Buts |
| --- | -------------------- | ------------------- | ---- |
| 1   | Claire Morel         | FC Lyon             | 18   |
| 2   | Hoda Lattaf          | Montpellier HSC     | 17   |
| 3   | Elodie Thomis        | CNFE Clairefontaine | 15   |
| 4   | Laetitia Tonazzi     | FCF Juvisy          | 14   |
| 4   | Lilas Traïkia        | Toulouse FC         | 14   |
| 6   | Marie-Pierre Castera | Toulouse FC         | 13   |
| 6   | Corine Petit-Franco  | ASJ Soyaux          | 13   |
| 8   | Élodie Ramos         | Montpellier HSC     | 12   |
| 9   | Sandrine Brétigny    | FC Lyon             | 9    |
| 10  | 3 joueuses           | 3 joueuses          | 8    |
| 13  | 1 joueuse            | 1 joueuse           | 7    |
| 14  | 6 joueuses           | 6 joueuses          | 6    |
| 20  | 7 joueuses           | 7 joueuses          | 5    |
| 27  | 14 joueuses          | 14 joueuses         | 4    |
| 41  | 8 joueuses           | 8 joueuses          | 3    |
| 49  | 25 joueuses          | 25 joueuses         | 2    |
| 74  | 35 joueuses          | 35 joueuses         | 1    |